# Haengsin-dong
Haengsin-dong (koreanska: 행신동) är en stadsdel i staden Goyang i  provinsen Gyeonggi i den nordvästra delen av Sydkorea, 14 km nordväst om huvudstaden Seoul. Den ligger i stadsdistriktet Deogyang-gu.

## Indelning
Administrativt är Haengsin-dong indelat i:
| Namn    | Namn                 | Yta km² | Invånare 31 dec 2020 |
| ------- | -------------------- | ------- | -------------------- |
| 행신1동 | Haengsin 1(il)-dong  | 0,69    | 22 241               |
| 행신2동 | Haengsin 2(i)-dong   | 4,28    | 32 580               |
| 행신3동 | Haengsin 3(sam)-dong | 1,94    | 46 336               |